# Bulbophyllum biflorum
Bulbophyllum biflorum Teijsm. & Binn., 1854 è una pianta della famiglia dell Orchidacee, originaria del Sud-Est asiatico.

## Descrizione
È un'orchidea di piccole dimensioni, spesso minime, con crescita epifita. B. biflorum presenta pseudobulbi di forma ovoidale, con 4 coste angolari pronunciate, di colore giallo, portanti all'apice un'unica foglia eretta, sottile, di forma oblunga ad apice ottuso, dotata di un corto piccolo. 
La fioritura avviene in estate, mediante una infiorescenza basale, derivante da uno pseudobulbo maturo, sottile, gracile, lunga mediamente 11 centimetri, semipendula, portante 2 fiori. Questi sono grandi fino a 7-8 centimetri, profumati, variegati di rosso e bianco e presentano sepali caratteristici: quello mediano è di forma ovale ad apice acuto, mentre i 2 laterali sono particolarmente allungati e rivolti verso il basso. I petali sono molto più piccoli dei sepali e il labello è sacciforme.

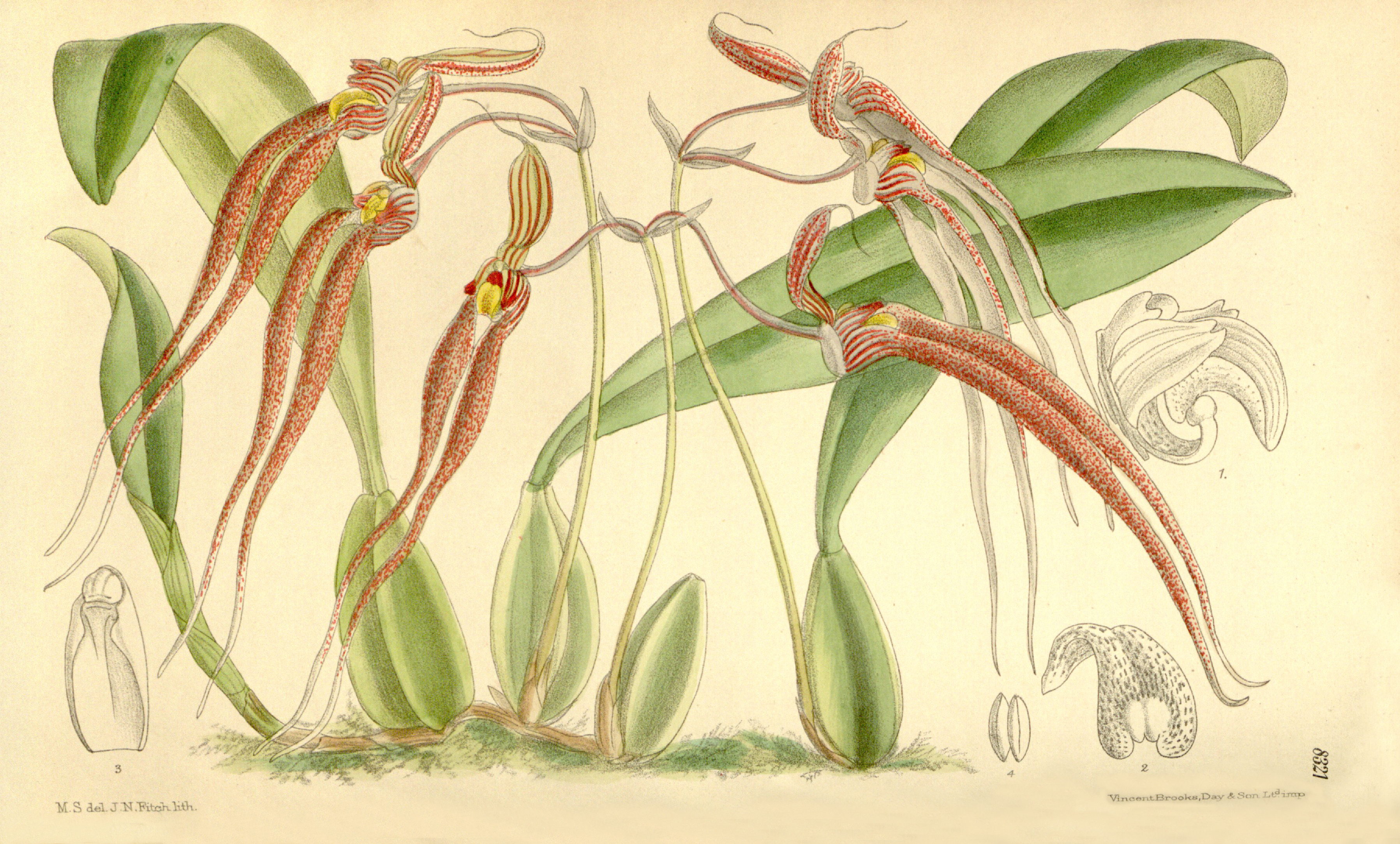
Illustrazione di Bulbophyllum biflorum

## Distribuzione e habitat
La specie è originaria del Sud-Est asiatico, in particolare di Giava, Sumatra, Bali, Borneo, Filippine e penisola di Malacca  dove cresce epifita su alberi in ambiente collinare o sulla foresta montana a quote comprese tra 500 e 1200 metri sul livello del mare.

## Coltivazione
Questa pianta richiede in coltivazione esposizione a mezz'ombra, temperature miti tutto l'anno, all'epoca della fioritura occorre aumentare la temperatura e somministrare acqua.